# Kostel svaté Anny (Oslov)
Kostel svaté Anny (též kaple svaté Anny) je původně gotický kostel nacházející se v osadě Svatá Anna v jihočeském Oslově. Stojí při silnici na obdélníkovém půdorysu s hvězdovitým kněžištěm. Byl postaven Jindřichem ze Švanberka v letech 1545–1548 ve stylu pozdní gotiky. Fasáda je jednoduchá s kamenným soklem, rozdělená okny a dveřmi, jejichž ostění má jinou barvu. Valbová střecha nad lodí i jehlancová nad kněžištěm jsou kryty bobrovkou. Kostel je památkově chráněn.

## Galerie

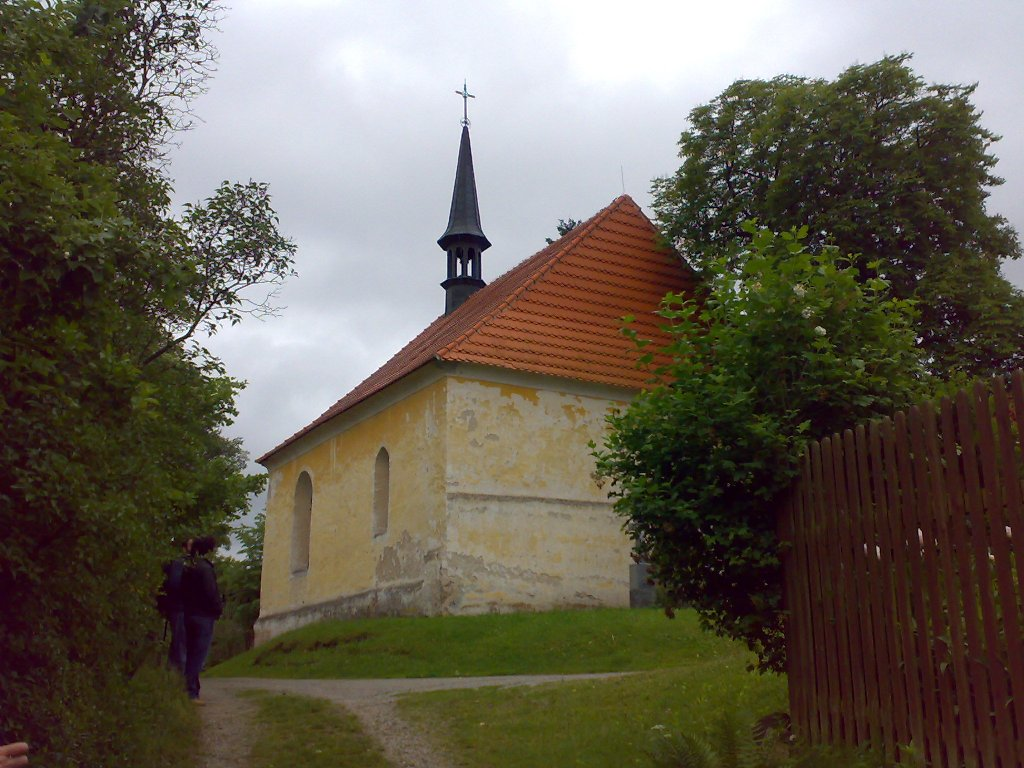
Pohled ze strany
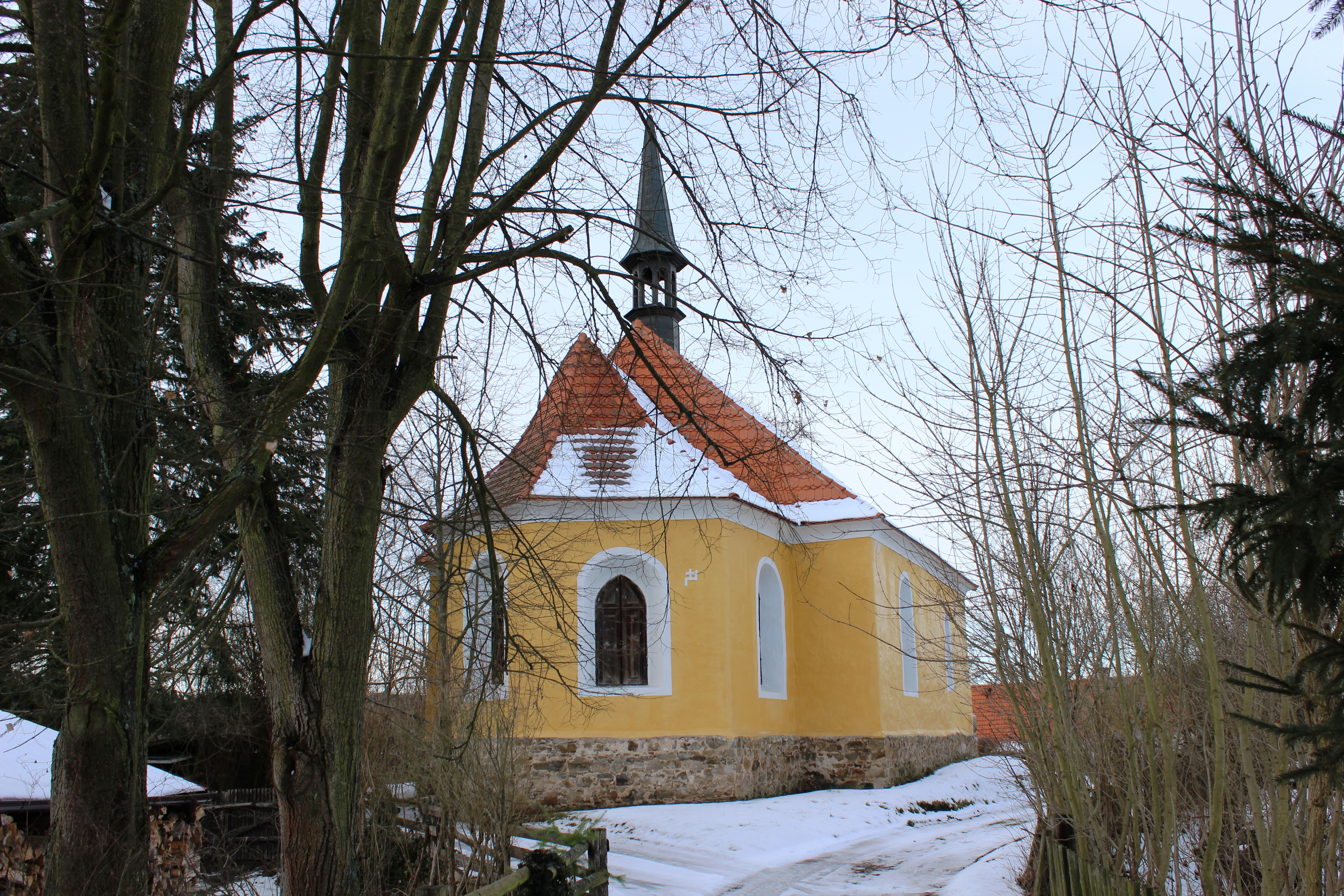
Pohled na kněžiště
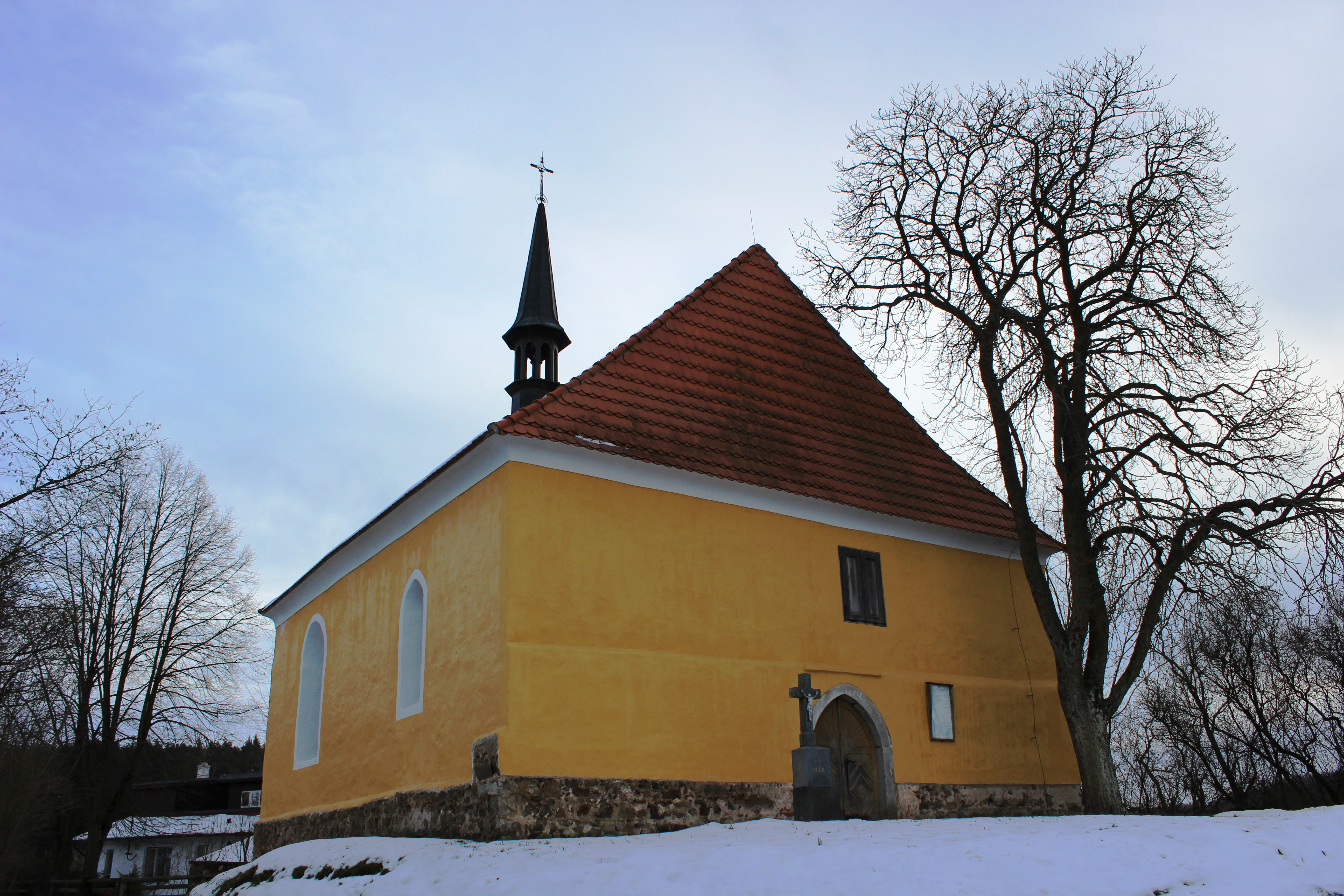
Pohled zepředu 2016